# Chrysotus giganteus
Chrysotus giganteus är en tvåvingeart som beskrevs av Octave Parent 1931. Chrysotus giganteus ingår i släktet Chrysotus och familjen styltflugor.
Artens utbredningsområde är Bolivia. Inga underarter finns listade i Catalogue of Life.